# Antoni (Azizow)
Antoni, imię świeckie Igor Szamsułłajewicz Azizow (ur. 18 czerwca 1979 w Astrachaniu) – rosyjski biskup prawosławny.

## Życiorys
Pochodzi z mieszanej rodziny rosyjsko-azerskiej, utożsamia się z narodowością rosyjską. Chrzest przyjął w wieku dziewiętnastu lat, jego rodzina nie była religijna. 
Absolwent Astrachańskiego Państwowego Uniwersytetu Technicznego na wydziale elektromechaniki (2004). W latach 2004–2005 uczęszczał do szkoły duchownej w Wołgogradzie. 15 sierpnia 2005 złożył wieczyste śluby mnisze, przyjmując imię Antoni na cześć św. Antoniego Wielkiego; odtąd żył w monasterze św. Jana Chrzciciela w Astrachaniu. 27 września 2005 arcybiskup astrachański i jenotajewski Jonasz wyświęcił go na hierodiakona, a trzy dni później – na hieromnicha.
W monasterze był kierownikiem centrum wykształcenia uzupełniającego „Bogolep” oraz wykładowcą w tejże placówce, kierował także kursami na misjonarzy i katechetów i tam również był pracownikiem dydaktycznym. Pełnił także obowiązki klasztornego ekonoma. Ukończył sześcioletnie studia religioznawcze na Prawosławnym Uniwersytecie Humanistycznym św. Tichona (w trybie zaocznym).
Nominację biskupią (na pierwszego ordynariusza nowo utworzonej eparchii achtubińskiej) otrzymał na posiedzeniu Świętego Synodu Rosyjskiego Kościoła Prawosławnego w dniu 12 marca 2013. W związku z tym 17 marca 2013 nadano mu godność archimandryty. Jego chirotonia biskupia miała miejsce 7 maja 2013 w Monasterze Nowodziewiczym w Moskwie.
We wrześniu 2021 r. przeniesiony na katedrę wołgodońską.